# Skydancer
Skydancer er debutalbummet fra det svenske melodiske dødsmetal band Dark Tranquillity, som blev udgivet i 1993. Det er det eneste studiealbum med vokasten Anders Fridén (som senere sluttede sig til In Flames). Albummet blev genudgivet med Of Chaos and Eternal Night epen i 1996.

## Sporliste
1. "Nightfall by the Shore of Time" (Henriksson, Sundin) – 4:46
2. "Crimson Winds" (Sundin, Jivarp) – 5:28
3. "A Bolt of Blazing Gold" (Henriksson, Sundin) – 7:14
4. "In Tears Bereaved" (Sundin, Henriksson) – 3:50
5. "Skywards" (Sundin, Henriksson) – 5:06
6. "Through Ebony Archways" (Henriksson, Sundin) – 3:47
7. "Shadow Duet" (Henriksson, Sundin, Jivarp) – 7:05
8. "My Faeryland Forgotten" (Henriksson) – 4:38
9. "Alone" (Henriksson, Sundin) – 5:45